# Deutsches Theater
O Deutsches Theater de Berlim é um conhecido teatro alemão. Foi construído em 1850, com o nome de Friedrich-Wilhelm-Städtisches Theater, em homenagem ao rei Frederico Guilherme (Friedrich Wilhelm, em alemão) da Prússia. Localizado na Schumannstraße ("rua Schumann"), o Deutsches Theater consiste de dois palcos contíguos que compartilham uma única fachada clássica. O palco principal foi construído em 1850, originalmente destinado a operetas.
Adolf L'Arronge fundou o Deutsches Theater em 1883 com a ambição de fornecer aos berlinenses uma companhia com repertório baseado num elenco de alta qualidade, no modelo do teatro de corte alemão, o Meiningen Ensemble, desenvolvido por Jorge II, Duque de Saxe-Meiningen e seus colegas, e que se tornou "a companhia mais admirada e imitada da Europa devido ao realismo histórico de seu figurino e cenários, às suas cenas de multidões realizadas com vividez, e um meticuloso controle de direção.
Otto Brahm, o principal expoente do naturalismo teatral na Alemanha, assumiu a direção do teatro em 1894, e aplicou este método a uma combinação de produções clássicas e encenações de obras dos novos dramaturgos realistas.
Um integrante do conjunto de Brahm, o lendário diretor teatral Max Reinhardt, assumiu a diretoria do teatro em 1904, e sob a sua liderança adquiriu a reputação de um dos mais importantes teatros do mundo. Em 1905 Reinhardt fundou uma escola-teatro, e construiu um teatro de câmara; permaneceu diretor artístico do teatro até a sua fuga da Alemanha Nazista, em 1933.
O Deutsches Theater continua a ser uma das mais proeminentes companhias teatrais em Berlim.